# Elmar Drastrup
Elmar Drastrup (Copenhague, 19 de junio de 1909 - Mallorca, 1981) fue un escritor danés y explorador del círculo polar ártico. Trabajó como pescador para la compañía Østgrønlandsk Fangstkompagni Nanok entre 1931 y 1932. En el invierno de 1933 y 1934 trabajó para Lauge Koch. En 1944 su residencia estaba en el barrio de Nyhavn de la ciudad de Copenhague, pero en la década de 1960 se mudó a la isla de Mallorca donde vivió hasta su muerte y donde probablemente esté enterrado. Estuvo casado varias veces.
Junto con el cazador Finn Kristoffersen, emprendió la expedición danesa al noreste de Groenlandia por trineos tirados por perros de Groenlandia entre 1938 y 1939, con el objetivo de encontrar la mejor ruta de trineos para llegar a la Tierra de Peary. La expedición fue financiada por capital privado reunido por el Comité Scoresbysund. Después de un viaje de 2350 kilómetros, los dos hombres llegaron al punto de partida Sandodden en Young Sound (el actual Daneborg).

## Obra
Su autoría incluye:
- Entre cazadores daneses y noruegos en el noreste de Groenlandia (1932),
- Grönlandjäger (1933), edición en alemán
- Porque realizan granjas tan grandes (1935), trata sobre los perros de trineo árticos,
- Nunatâme (Tierra Nueva). Una robinsonada groenlandesa. (1943),
- Grønlandsfærd, literalmente Viaje a Groenlandia (1944), se ilustró con 17 xilografías del artista Gitz-Johansen,
- Contributions to the Geography of Ingolfs Fjord and the Interior of Kronprins Christian Land (1945), volumen 142-1 en Medd. Om Grønland,
- Med Pulk og Ski til Lapland (1945),
- The Fur Hunters (1946),
- Nanuaraq (1953), libro infantil en groenlandés,
- Nalagag (1946), libro infantil,
- Los peligros de la noche polar (1956),
- With Wind in the Sails (1960), sobre un viaje por el Atlántico en un velero,
- Little Nanok (1975), libro infantil.